# Liste der Einträge im National Register of Historic Places im Monongalia County
Diese Liste der Einträge im National Register of Historic Places im Monongalia County enthält alle im Monongalia County, West Virginia in das National Register of Historic Places eingetragenen Gebäude, Bauwerke, Objekte, Stätten oder historischen Distrikte.
Diese Liste entspricht dem Bearbeitungsstand des National Park Service/National Register of Historic Places vom 27. September 2024.

## Legende
| NRHP | Historic Place             |
| NHL  | National Historic Landmark |
| HD   | National Historic District |

## Aktuelle Einträge
| [ 2 ] | Name                                                  | Bild                                                  | Eintragsdatum                 | Lage | Ort           | Beschreibung |
| ----- | ----------------------------------------------------- | ----------------------------------------------------- | ----------------------------- | --- | ------------- | ------------ |
| 1     | D.I.B. Anderson Farm                                  | D.I.B. Anderson Farm                                  | 25. März 1994 ID-Nr. 94000213 | 3333 Collins Ferry Rd. 39° 39′ 36″ N, 79° 58′ 27″ W                                                                                   | Morgantown    |              |
| 2     | Brown Building                                        | Brown Building                                        | 8. Juli 1985 ID-Nr. 85001514  | 295 High Street 39° 37′ 47″ N, 79° 57′ 22″ W                                                                                          | Morgantown    |              |
| 3     | Camp Rhododendron                                     | weitere Bilder                                        | 15. Mai 1991 ID-Nr. 91000545  | an der Interstate 68 in West Virginia, östlich von Morgantown 39° 38′ 18″ N, 79° 48′ 56″ W                                            | Morgantown    |              |
| 4     | Chancery Hill Historic District                       | weitere Bilder                                        | 3. Dez. 1999 ID-Nr. 99001401  | zwischen der S. High St., Oak Grove Cemetery, Waitman, Allison St., Simpson St. und 256 Prairie Avenue 39° 37′ 20″ N, 79° 57′ 43″ W   | Morgantown    |              |
| 5     | Judge Frank Cox House                                 | Judge Frank Cox House                                 | 12. Jan. 1984 ID-Nr. 84003626 | 206 Spruce Street 39° 37′ 42″ N, 79° 57′ 20″ W                                                                                        | Morgantown    |              |
| 6     | Dents Run Covered Bridge                              | weitere Bilder                                        | 4. Juni 1981 ID-Nr. 81000604  | County Route 43/4 un din der Nähe der Straßenkreuzung County Route 43 mit dem Dents Run 39° 37′ 26″ N, 80° 2′ 24″ W                   | Laurel Point  |              |
| 7     | Dering Building                                       | Dering Building                                       | 4. Nov. 1994 ID-Nr. 94001288  | 175-177 Walnut St. 39° 37′ 49″ N, 79° 57′ 25″ W                                                                                       | Morgantown    |              |
| 8     | Downtown Morgantown Historic District                 | weitere Bilder                                        | 2. Mai 1996 ID-Nr. 96000441   | zwischen der Chestnut St., Spruce St. und der Foundry und Willey Sts. 39° 37′ 47″ N, 79° 57′ 26″ W                                    | Morgantown    |              |
| 9     | Easton Roller Mill                                    | weitere Bilder                                        | 19. Dez. 1978 ID-Nr. 78002806 | nahe Easton Hill an der County Route 119/17 39° 39′ 0″ N, 79° 54′ 45″ W                                                               | Morgantown    |              |
| 10    | Ford House                                            | Ford House                                            | 15. Nov. 1993 ID-Nr. 93001227 | 310 Ford Street 39° 37′ 18″ N, 79° 57′ 45″ W                                                                                          | Morgantown    |              |
| 11    | Fourth Ward School                                    | weitere Bilder                                        | 25. Aug. 2004 ID-Nr. 04000914 | 287 Eureka Dr. 39° 38′ 25″ N, 79° 56′ 56″ W                                                                                           | Morgantown    |              |
| 12    | Greenmont Historic District                           | weitere Bilder                                        | 2. Feb. 2005 ID-Nr. 04001597  | zwischen der Arlington, Front, Conn, White Ave., Posten Ave., Kingwood St. und der Decker Avenue 39° 37′ 31″ N, 79° 57′ 0″ W          | Morgantown    |              |
| 13    | Hackney House                                         | Hackney House                                         | 1. Juli 1999 ID-Nr. 99000789  | 89 Kingwood St. 39° 37′ 39″ N, 79° 57′ 8″ W                                                                                           | Morgantown    |              |
| 14    | Hamilton Farm Petroglyphs                             | Hamilton Farm Petroglyphs                             | 7. Aug. 1974 ID-Nr. 74002015  | südöstlich von Ringgold an der U.S. Route 119 39° 33′ 33,8″ N, 79° 56′ 16,1″ W                                                        | Ringgold      |              |
| 15    | Harmony Grove Meeting House                           | weitere Bilder                                        | 16. Sep. 1983 ID-Nr. 83003245 | an der Interstate 79 in West Virginia 39° 36′ 12″ N, 79° 59′ 25″ W                                                                    | Harmony Grove |              |
| 16    | Harner Homestead                                      | weitere Bilder                                        | 12. Jan. 1984 ID-Nr. 84003629 | 1818 Listravia St. 39° 37′ 26″ N, 79° 55′ 14″ W                                                                                       | Morgantown    |              |
| 17    | Henry Clay Furnace                                    | Henry Clay Furnace                                    | 26. Jan. 1970 ID-Nr. 70000658 | südöstlich von Cheat Neck im Coopers Rock State Forest 39° 38′ 56″ N, 79° 49′ 7″ W                                                    | Cheat Neck    |              |
| 18    | Kerns Fort                                            | Kerns Fort                                            | 9. Apr. 1993 ID-Nr. 93000225  | 305 Dewey Street 39° 37′ 31″ N, 79° 56′ 59″ W                                                                                         | Morgantown    |              |
| 19    | Kincaid and Arnett Feed and Flour Building            | Kincaid and Arnett Feed and Flour Building            | 21. Juli 1995 ID-Nr. 95000873 | 156 Clay Street 39° 37′ 31″ N, 79° 57′ 50″ W                                                                                          | Morgantown    |              |
| 20    | Lynch Chapel United Methodist Church                  | Lynch Chapel United Methodist Church                  | 15. Nov. 2006 ID-Nr. 06001046 | Straßenkreuzung der County Routes 32 und 41 39° 37′ 23″ N, 80° 5′ 5″ W                                                                | Morgantown    |              |
| 21    | Mason and Dixon Survey Terminal Point                 | Mason and Dixon Survey Terminal Point                 | 25. Juni 1973 ID-Nr. 73001922 | nordöstlich von Pentress an der County Route 39 39° 43′ 16″ N, 80° 7′ 7″ W                                                            | Pentress      |              |
| 22    | Men’s Hall                                            | weitere Bilder                                        | 5. Feb. 1990 ID-Nr. 89002309  | Prospect und High Sts. 39° 37′ 59″ N, 79° 57′ 10″ W                                                                                   | Morgantown    |              |
| 23    | Metropolitan Theatre                                  | weitere Bilder                                        | 12. Jan. 1984 ID-Nr. 84003631 | 371 S. High St. 39° 37′ 51″ N, 79° 57′ 20″ W                                                                                          | Morgantown    |              |
| 24    | Monongalia County Courthouse                          | weitere Bilder                                        | 8. Juli 1985 ID-Nr. 85001525  | 243 High St. 39° 37′ 47″ N, 79° 57′ 26″ W                                                                                             | Morgantown    |              |
| 25    | Elizabeth Moore Hall                                  | weitere Bilder                                        | 19. Dez. 1985 ID-Nr. 85003208 | University Ave. 39° 38′ 6″ N, 79° 57′ 20″ W                                                                                           | Morgantown    |              |
| 26    | Morgantown Wharf and Warehouse Historic District      | Morgantown Wharf and Warehouse Historic District      | 16. Dez. 1998 ID-Nr. 98001466 | zwischen dem Monongahela River, der Warren St. und der Walnut St. 39° 37′ 42″ N, 79° 57′ 39″ W                                        | Morgantown    |              |
| 27    | Oglebay Hall                                          | weitere Bilder                                        | 19. Dez. 1985 ID-Nr. 85003207 | University Ave. 39° 38′ 14″ N, 79° 57′ 16″ W                                                                                          | Morgantown    |              |
| 28    | Old Morgantown Post Office                            | weitere Bilder                                        | 28. März 1979 ID-Nr. 79002593 | 107 High St. 39° 37′ 41″ N, 79° 57′ 29″ W                                                                                             | Morgantown    |              |
| 29    | Old Stone House                                       | Old Stone House                                       | 27. Dez. 1972 ID-Nr. 72001290 | Chestnut St. 39° 37′ 50″ N, 79° 57′ 24″ W                                                                                             | Morgantown    |              |
| 30    | Old Watson Homestead House                            | weitere Bilder                                        | 7. Dez. 1984 ID-Nr. 84003871  | County Route 73 39° 31′ 46″ N, 80° 2′ 38″ W                                                                                           | Smithtown     |              |
| 31    | Purinton House                                        | Purinton House                                        | 19. Dez. 1985 ID-Nr. 85003206 | University Ave. 39° 38′ 5″ N, 79° 57′ 20″ W                                                                                           | Morgantown    |              |
| 32    | Rogers House                                          | Rogers House                                          | 4. Dez. 1984 ID-Nr. 84000683  | 293 Willey St. 39° 37′ 53″ N, 79° 57′ 9″ W                                                                                            | Morgantown    |              |
| 33    | St. Mary’s Orthodox Church                            | St. Mary’s Orthodox Church                            | 3. Feb. 1988 ID-Nr. 87002525  | W. Park and Holland Avenues 39° 38′ 3″ N, 79° 57′ 43″ W                                                                               | Westover      |              |
| 34    | Second Ward Negro Elementary School                   | weitere Bilder                                        | 28. Juli 1992 ID-Nr. 92000896 | an der Straßenkreuzung der White und Posten Avenues 39° 37′ 17″ N, 79° 56′ 57″ W                                                      | Morgantown    |              |
| 35    | Seneca Glass Company Building                         | Seneca Glass Company Building                         | 19. Dez. 1985 ID-Nr. 85003214 | 709 Beechurst Ave. 39° 38′ 28″ N, 79° 57′ 44″ W                                                                                       | Morgantown    |              |
| 36    | South Park Historic District                          | South Park Historic District                          | 23. Juli 1990 ID-Nr. 90001054 | zwischen der Elgin St., Kingwood St., Cobun Ave., Prairie Ave., Jefferson St., Lincoln Ave. und Grand St. 39° 37′ 21″ N, 79° 57′ 8″ W | Morgantown    |              |
| 37    | Stalnaker Hall                                        | weitere Bilder                                        | 19. Dez. 1985 ID-Nr. 85003205 | Maiden Lane 39° 38′ 8″ N, 79° 57′ 11″ W                                                                                               | Morgantown    |              |
| 38    | Stewart Hall                                          | weitere Bilder                                        | 25. Juni 1980 ID-Nr. 80004034 | am Campus der West Virginia University 39° 38′ 3″ N, 79° 57′ 16″ W                                                                    | Morgantown    |              |
| 39    | Vance Farmhouse                                       | Vance Farmhouse                                       | 21. Nov. 1991 ID-Nr. 91001731 | 1535 Mileground, West Virginia University 39° 38′ 23″ N, 79° 56′ 13″ W                                                                | Morgantown    |              |
| 40    | Alexander Wade House                                  | weitere Bilder                                        | 15. Okt. 1966 ID-Nr. 66000752 | 256 Prairie St. 39° 37′ 29″ N, 79° 57′ 30″ W                                                                                          | Morgantown    |              |
| 41    | Walters House                                         | weitere Bilder                                        | 18. Aug. 1983 ID-Nr. 83003246 | 221 Willey St. 39° 37′ 55″ N, 79° 57′ 13″ W                                                                                           | Morgantown    |              |
| 42    | Waitman T. Willey House                               | Waitman T. Willey House                               | 15. Apr. 1982 ID-Nr. 82004327 | 128 Wagner Road 39° 37′ 30″ N, 79° 57′ 34″ W                                                                                          | Morgantown    |              |
| 43    | Women’s Christian Temperance Union Community Building | Women’s Christian Temperance Union Community Building | 30. Okt. 1985 ID-Nr. 85003406 | 160 Fayette Street 39° 37′ 52″ N, 79° 57′ 22″ W                                                                                       | Morgantown    |              |
| 44    | Woodburn Circle                                       | weitere Bilder                                        | 4. Dez. 1974 ID-Nr. 74002014  | University Ave., West Virginia University 39° 38′ 9″ N, 79° 57′ 18″ W                                                                 | Morgantown    |              |